# Hemicordylus
Genre
Hemicordylus est un genre de sauriens de la famille des Cordylidae.

## Répartition
Les espèces de ce genre sont endémiques d'Afrique du Sud.

## Liste des espèces
Selon The Reptile Database (29 juin 2012) :
- Hemicordylus capensis (Smith, 1838)
- Hemicordylus nebulosus (Mouton & Van Wyk, 1995)

## Publication originale
- Smith, 1838 : Contributions to South African zoology. Art. VI. Annals And Magazine Of Natural History, ser. 1, vol. 2, p. 30-33 (texte intégral).